# Boudewijn de Groot (album)
Boudewijn de Groot, ook bekend onder de titel Apocalyps, is het debuutalbum van Boudewijn de Groot. Het album verscheen op 26 februari 1966 en bevat onder meer de hits Een meisje van 16 en Welterusten mijnheer de president.
Volgens Het Parool was het album "een sensatie. Een serie prachtig gezongen liedjes, voortreffelijk begeleid door het orkest van Frans de Kok, met een paar opvallend goede teksten, waaraan de vele prutsers in dit vak eens een voorbeeld zouden moeten nemen". 

## Muzikale stijl
Het grootste deel van de nummers zijn vertalingen van bestaande nummers. Op zijn website schrijft Boudewijn de Groot:

Van een aantal nummers zijn de arrangementen vrijwel letterlijk overgenomen van de originele uitvoeringen. 'Een meisje van 16' is een kopie van 'A young girl of sixteen' (de Engelse vertaling van Charles Aznavours 'Une enfant de seize ans'), compleet met castagnetten en exact hetzelfde gitaargeluid.

In de nummers 'Er komen andere tijden' en 'Woningnood' is uitsluitend De Groot te horen onder begeleiding van een akoestische gitaar. Bij de nummers waarvoor De Groot zelf de muziek schreef, is ook de akoestische gitaar als basisinstrument te horen. Dit wordt vervolgens aangevuld met een het geluid van strijkers en een band. Voorbeelden daarvan zijn 'Apocalyps', 'Welterusten mijnheer de president' en 'Vrijgezel'.

## Tracklist
| Nr. | Titel                                                       | originele titel               | Duur |
| --- | ----------------------------------------------------------- | ----------------------------- | ---- |
| 1.  | Het geluid van stilte (Paul Simon, Lennaert Nijgh)          | The Sound of Silence          | 2:08 |
| 2.  | Nee, meeuw (Donovan, Harry Geelen)                          | The ballad of a crystal man   | 2:17 |
| 3.  | Een respectabel man (Ray Davies, Hans van Hemert, de Groot) | A well-respected man          | 2:33 |
| 4.  | Er komen andere tijden (Bob Dylan, Nijgh)                   | The Times They Are a-Changin' | 2:06 |
| 5.  | Noordzee (traditional, Nijgh)                               | The Lowland Sea               | 2:30 |
| 6.  | Welterusten mijnheer de president (de Groot, Nijgh)         |                               | 2:30 |

| Nr. | Titel                                       | originele titel           | Duur |
| --- | ------------------------------------------- | ------------------------- | ---- |
| 7.  | Een meisje van 16 (Charles Aznavour, Nijgh) | Une enfant / A young girl | 2:58 |
| 8.  | Apocalyps (de Groot, Nijgh)                 |                           | 3:33 |
| 9.  | Vrijgezel (de Groot, Nijgh)                 |                           | 2:26 |
| 10. | Draai weer bij (Donovan, Harry Geelen)      | Sunny Goodge Street       | 2:47 |
| 11. | Woningnood (de Groot, Nijgh)                |                           | 2:06 |
| 12. | De dagen zijn geteld (de Groot, Nijgh)      |                           | 2:50 |

Op de heruitgave op cd uit 1998 is als bonus de volledige EP Boudewijn de Groot uit 1964 toegevoegd.
| Nr. | Titel                                  | Duur |
| --- | -------------------------------------- | ---- |
| 13. | Strand (de Groot, Nijgh)               | 2:30 |
| 14. | De morgen (de groot, Nijgh)            | 2:25 |
| 15. | Naamloos (de Groot, Nijgh)             | 3:42 |
| 16. | Élégie prénatale (de Groot, Nijgh)     | 2:03 |
| 17. | Sexuele voorlichting (de Groot, Nijgh) | 1:31 |
| 18. | Referein voor ... (de Groot, Nijgh)    | 2:30 |

## Singles
Het album telt drie singles; 'Noordzee' met als B-kant 'Apocalyps' en 'Een meisje van 16' met als B-kant 'De eeuwige soldaat' zijn uitgebracht in 1965. De single 'Welterusten mijnheer de president' is uitgebracht in 1966 met als B-kant 'Vrijgezel'.

#### Singles vanBoudewijn de Grootin de Nederlandse Top 40
| Single met eventuele hitnotering(en) in de Nederlandse Top 40 | Datum van verschijnen | Datum van binnenkomst | Hoogste positie | Aantal weken | Opmerkingen |
| ------------------------------------------------------------- | --------------------- | --------------------- | --------------- | ------------ | ----------- |
| Een meisje van 16                                             | 1965                  | 29-10-1965            | 23              | 13           |             |
| Welterusten mijnheer de president                             | 1966                  | 09-04-1966            | 9               | 12           |             |

## Medewerkers
Personen die meewerkten aan Boudewijn de Groot:
- Boudewijn de Groot – muziek; zang
- Lennaert Nijgh – teksten
- Frans de Kok – orkestleiding
- René Nodelijk – elektrische gitaar (Een respectabel man)
- Tony Vos – productie
- Benno Petersson - hoesontwerp
- Rob Bosboom – foto voorzijde

## Trivia
- 'Apocalyps' is eigenlijk een duet tussen een man en een vrouw. De Groot heeft met die reden het nummer nooit live ten gehore gebracht.[2]
- Het album werd in 1970 opnieuw uitgebracht, voorzien van een andere hoes en onder de titel Apocalyps. In 1998 verscheen het album weer met de oorspronkelijke naam/hoes op cd. Aan deze heruitgave is de ep Boudewijn de Groot uit 1964 toegevoegd.